# Matonabbee
Matonabbee (v. 1737 à Fort Prince-de-Galles - août 1782) est un agent indien Tchipewyan.

## Biographie

### Jeunesse
Matonabbee nait et grandit près du Fort Prince-de-Galles sur la Terre de Rupert, construit 20 ans avant sa naissance près de la ville de Churchill au Manitoba. Sa mère était une « femme esclave » qui avait été échangée au fort par la Compagnie de la Baie d'Hudson. Sa mère avait été offerte par le gouverneur du fort, Richard Norton à un homme Tchipewyan qui allait devenir le père de Matonabbee.
Matonabbee devient rapidement orphelin de son père et est adopté pendant un certain temps par le gouverneur Norton. Lorsque ce dernier quitte son poste, en 1741, Matonabbee rejoint les Tchipewyans avant de revenir en 1752, lorsque le gouverneur Ferdinand Jacobs (en) l'emploie pour la chasse.
Chassant le caribou dans les friches, il fait la traite des fourrures entre la Compagnie de la Baie d'Hudson et les autres Dénés à l'Ouest. En plus de sa langue natale, Matonabbee apprend le cri et s’améliore en anglais.

### Voyages
À la fin des années 1750, Matonabbee va vivre parmi les Cris afin d’agir comme médiateur/ambassadeur, les relations entre les Cris du lac Athabasca et les bandes de Tchipewyans étant conflictuelles. Il parvint à mettre un terme aux hostilités, ce qui facilita la traite des fourrures dans la région.
À la fin des années 1760, il voyage jusqu'à la rivière Coppermine dans les Territoires-du-Nord-Ouest au moins une fois. On lui confie le rôle de « leading Indian » (agent indien), un rôle où il invite les autres Amérindiens à participer à la traite de fourrures. Matonabbee rencontre à la fin des années 1760, l'explorateur anglais Samuel Hearne. Selon son journal, les deux hommes se seraient rencontrés vers le 20 septembre 1770.
Le troisième voyage d'Hearne vers la rivière Coppermine se fait avec l'aide de Matonabbee. Leur expédition dure près d'un an et demi et même si Hearne ne trouve pas de cuivre, il s'aventure plus au nord que tout autre Européen ne l'avait fait. Lors de leur voyage, le 17 juillet 1771, a lieu le Massacre de Bloody Falls (en) où une vingtaine d'Inuits du cuivre sont tués,.
En 1782, lorsque les Français attaquent et détruisent le Fort Prince-de-Galles, Matonabbee apprend la nouvelle et se suicide par pendaison, « accablé de chagrin » selon les écrits d'Andrew Graham. L'hiver suivant, six de ses femmes et quatre de ses enfants meurent de faim.

## Honneurs
- Une école secondaire de Pine Point dans les Territoires du Nord-Ouest a porté son nom avant d'être détruite par un incendie.
- En 1981, il est reconnu comme une personne d'importance historique nationale par le gouvernement canadien